# Molinges
Molinges és un municipi francès del departament del Jura i la regió de Borgonya - Franc Comtat.